# Glacier La Pérouse
Pour les articles homonymes, voir La Pérouse (homonymie).
Le glacier La Pérouse est un glacier secondaire – rattaché au glacier Arago – des îles Kerguelen dans les Terres australes et antarctiques françaises. Il est situé au nord-ouest de la péninsule Rallier du Baty sur la Grande Terre.

## Toponymie
Le nom du glacier a été donné en 1961 par le glaciologue Albert Bauer en hommage au navigateur et explorateur français La Pérouse (1741-1788).

## Géographie
Le glacier La Pérouse est un glacier suspendu à la face nord de la crête (culminant à 870 m) le séparant du glacier Arago au sud. Long d'environ un kilomètre, exposé au nord, son écoulement alimente la rivière du Telluromètre qui se jette dans l'océan Indien sur la côte occidentale des Kerguelen.